# Clairvillia amicta
Clairvillia amicta är en tvåvingeart som beskrevs av Henry J. Reinhard 1962. Clairvillia amicta ingår i släktet Clairvillia och familjen parasitflugor.
Artens utbredningsområde är Arizona. Inga underarter finns listade i Catalogue of Life.